# Amphoe Ban Laem

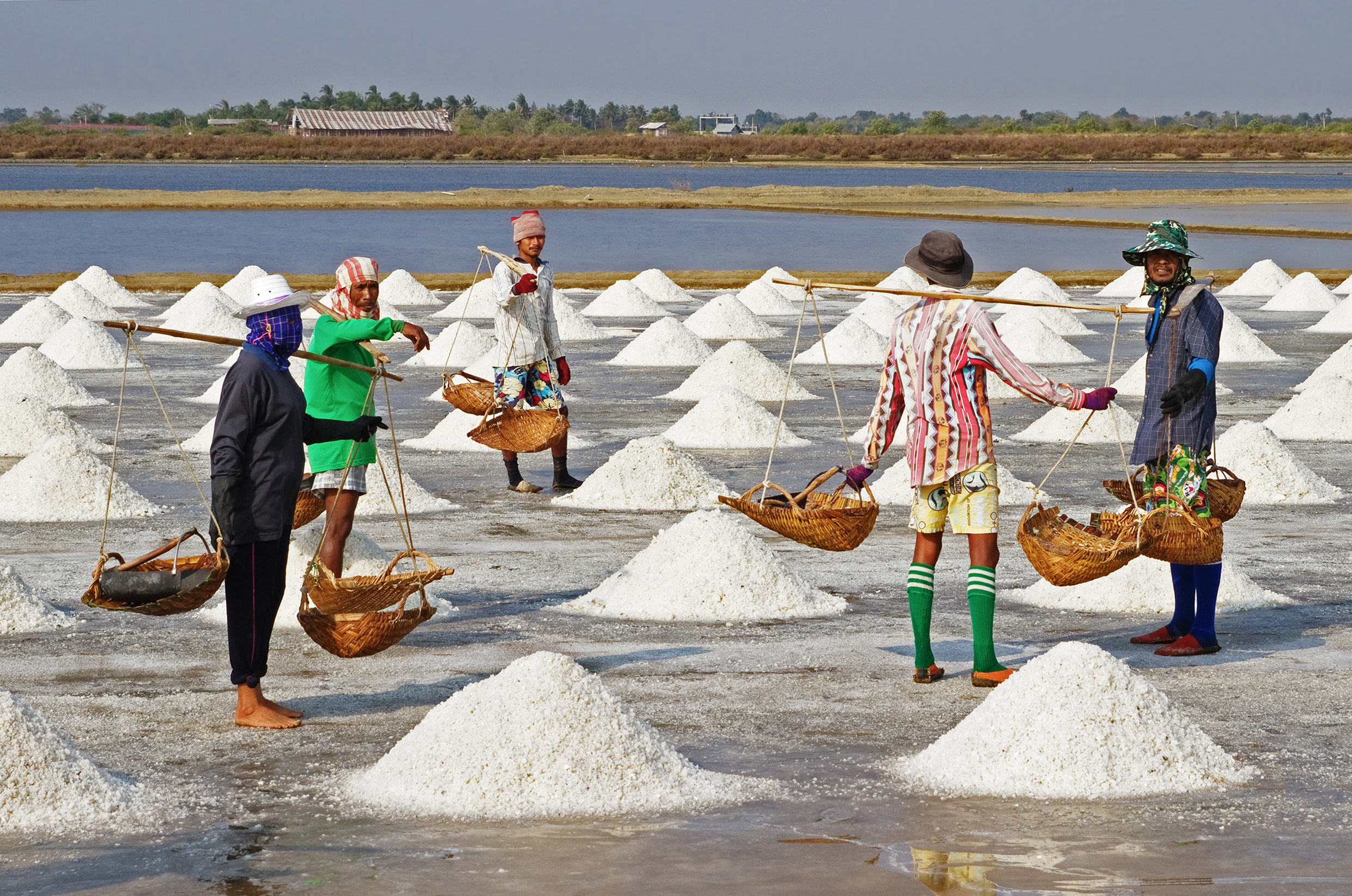
Meersalzgewinnung in Pak Thale, Amphoe Ban Laem

Amphoe Ban Laem (Thai: อำเภอบ้านแหลม) ist ein Landkreis (Amphoe – Verwaltungs-Distrikt) der Provinz Phetchaburi. Die Provinz Phetchaburi liegt im südwestlichen Teil der Zentralregion von Thailand.

## Geographie
Benachbarte Distrikte (von Südwesten im Uhrzeigersinn): die Amphoe Mueang Phetchaburi und Khao Yoi der Provinz Phetchaburi sowie die Amphoe Amphawa und Mueang Samut Songkhram der Provinz Samut Songkhram. Im Westen liegt die Bucht von Bangkok.

## Geschichte
Ursprünglich bestand das Gebiet des heutigen Kreises Ban Laem aus den Khwaeng Khun Chamnan und Phrommasan unter der Verwaltung der Mueang Phetchaburi. Sie wurden im Jahre 1904 zum heutigen Distrikt zusammengelegt.

## Wirtschaft und Verwaltung
Im Tambon Bang Khrok wird aus dem Wasser der Kokosnuss eine in ganz Thailand berühmte Zuckerart, der Namtan Maphrao (น้ำตาลมะพร้าว) hergestellt.

### Provinzverwaltung
Der Landkreis Ban Laem ist in zehn Tambon („Unterbezirke“ oder „Gemeinden“) eingeteilt, die sich weiter in 73 Muban („Dörfer“) unterteilen.
| Nr.  | Name          | Thai       | Muban | Einw.  |
| ---- | ------------- | ---------- | ----- | ------ |
| 01.  | Ban Laem      | บ้านแหลม    | 10    | 15.189 |
| 02.  | Bang Khun Sai | บางขุนไทร   | 11    | 06.982 |
| 03.  | Pak Thale     | ปากทะเล    | 04    | 02.403 |
| 04.  | Bang Kaeo     | บางแก้ว     | 08    | 04.999 |
| 05.  | Laem Phak Bia | แหลมผักเบี้ย  | 04    | 02.383 |
| 06.  | Bang Tabun    | บางตะบูน    | 08    | 03.904 |
| 07.  | Bang Tabun Ok | บางตะบูนออก | 05    | 02.987 |
| 08.  | Bang Khrok    | บางครก     | 12    | 07.047 |
| 09.  | Tha Raeng     | ท่าแร้ง      | 07    | 04.981 |
| 010. | Tha Raeng Ok  | ท่าแร้งออก   | 04    | 03.031 |

### Lokalverwaltung
Es gibt zwei Kommunen mit „Kleinstadt“-Status (Thesaban Tambon) im Landkreis:
- Bang Tabun (Thai: เทศบาลตำบลบางตะบูน) bestehend aus den Teilen der Tambon Bang Tabun, Bang Tabun Ok.
- Ban Laem (Thai: เทศบาลตำบลบ้านแหลม) bestehend aus Teilen des Tambon Ban Laem.

Außerdem gibt es neun „Tambon-Verwaltungsorganisationen“ (องค์การบริหารส่วนตำบล – Tambon Administrative Organizations, TAO)
- Ban Laem (Thai: องค์การบริหารส่วนตำบลบ้านแหลม) bestehend aus Teilen des Tambon Ban Laem.
- Bang Khun Sai (Thai: องค์การบริหารส่วนตำบลบางขุนไทร) bestehend aus dem kompletten Tambon Bang Khun Sai.
- Pak Thale (Thai: องค์การบริหารส่วนตำบลปากทะเล) bestehend aus dem kompletten Tambon Pak Thale.
- Bang Kaeo (Thai: องค์การบริหารส่วนตำบลบางแก้ว) bestehend aus dem kompletten Tambon Bang Kaeo.
- Laem Phak Bia (Thai: องค์การบริหารส่วนตำบลแหลมผักเบี้ย) bestehend aus dem kompletten Tambon Laem Phak Bia.
- Bang Tabun (Thai: องค์การบริหารส่วนตำบลบางตะบูน) bestehend aus den Teilen der Tambon Bang Tabun, Bang Tabun Ok.
- Bang Khrok (Thai: องค์การบริหารส่วนตำบลบางครก) bestehend aus dem kompletten Tambon Bang Khrok.
- Tha Raeng (Thai: องค์การบริหารส่วนตำบลท่าแร้ง) bestehend aus dem kompletten Tambon Tha Raeng.
- Tha Raeng Ok (Thai: องค์การบริหารส่วนตำบลท่าแร้งออก) bestehend aus dem kompletten Tambon Tha Raeng Ok.